# Colognola ai Colli
Colognola ai Colli es una localidad y comune italiana de 8.183 habitantes, ubicada en la provincia de Verona (una de las siete provincias de la región de Véneto). 

## Demografía
| Gráfica de evolución demográfica de Colognola ai Colli entre 1861 y 2001 |
|                                                                          |
| fuente ISTAT - elaboración gráfica a cargo de Wikipedia                  |